# Rio Tinto Stadium
O America First Field, originalmente conhecido como Rio Tinto Stadium, é um estádio de futebol.

## História

### Inauguração e localização

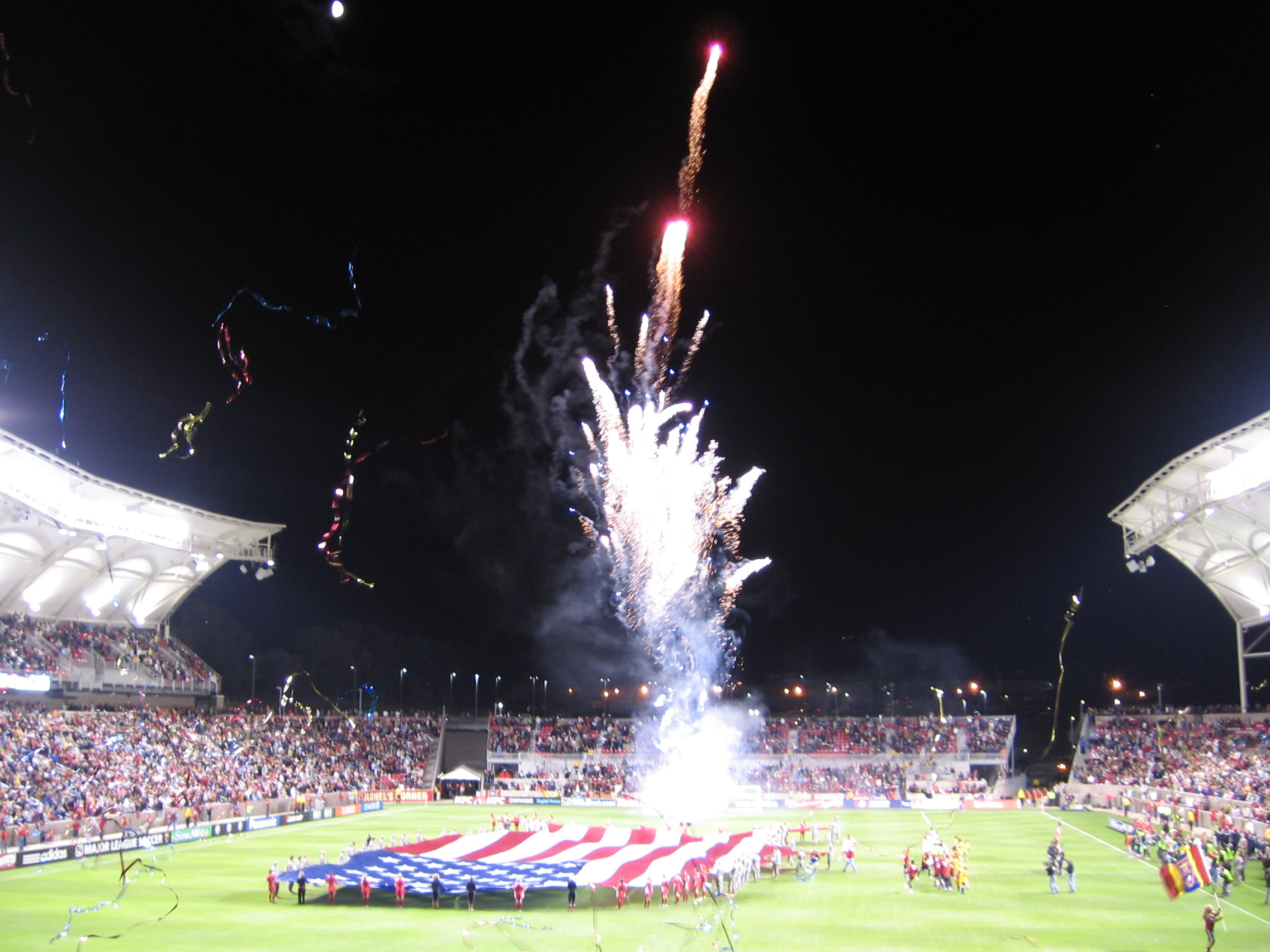
Inauguração do Rio Tinto

Inaugurado em 9 de outubro de 2008, tem cerca de 20.000 lugares e está localizado na cidade de Sandy, na região de Salt Lake City, no estado de Utah, EUA. Pertence à equipe de futebol Real Salt Lake. 

### Primeira partida e primeiro gol
A primeira partida disputada foi na data de sua inauguração. O jogo foi entre o Real Salt Lake e o New York Red Bulls. O holandês Dave van den Bergh, do New York Red Bulls marcou o primeiro gol da história do estádio. O colombiano Jamison Olave empatou para a equipe local. A partida terminou em 1x1. 

### MLS All-Star
Em 29 de julho de 2009, foi palco do MLS All-Star, o "jogo das estrelas" da Major League Soccer (MLS), a liga estadunidense de futebol. O jogo foi entre a equipe das estrelas da MLS contra a equipe inglesa Everton.

## Recordes de Público

### Jogos doReal Salt Lake
| Rank | Data                   | Adversário          | Resultado | Público | Notas                                 |
| 1    | 28 de Setembro de 2011 | Chicago Fire        | L 0-3     | 20,762  |                                       |
| 2    | 27 de Abril de 2011    | Monterrey           | L 0-1     | 20,738  | 2011 CONCACAF Champions League Finals |
| 3    | 22 de Setembro de 2012 | Portland Timbers    | W 2-1     | 20,524  |                                       |
| 4    | 26 de Março de 2011    | Los Angeles Galaxy  | W 4-1     | 20,507  |                                       |
| 4    | 27 de Outubro de 2012  | Vancouver Whitecaps | T 0-0     | 20,507  |                                       |
| 5    | 19 de Outubro de 2010  | Cruz Azul           | W 3-1     | 20,463  | 2010-11 CONCACAF Champions League     |
| 6    | 03 de Julho de 2013    | Philadelphia Union  | T 2-2     | 20,446  |                                       |
| 7    | 23 de Outubro de 2012  | Herediano           | T 0-0     | 20,436  | 2012-13 CONCACAF Champions League     |
| 8    | 22 de Agosto de 2012   | Tauro FC            | W 2-0     | 20,430  | 2012-13 CONCACAF Champions League     |
| 9    | 24 de Março de 2012    | Chivas USA          | L 0-1     | 20,415  |                                       |
| 10   | 20 de Junho de 2012    | Los Angeles Galaxy  | L 2-3     | 20,382  |                                       |